# Loxosceles bettyae
Loxosceles bettyae là một loài nhện trong họ Sicariidae.
Loài này thuộc chi Loxosceles. Loxosceles bettyae được miêu tả năm 1967 bởi Gertsch.